# コリンス・インジェラ
コリンス・インジェラ（Collins Injera、1986年10月18日 - ）は、ケニアの元ラグビーユニオン選手。

## プロフィール
- ケニア・ナイロビ出身[1]。
- 現役時代のポジションはスタンドオフ(SO)、ウィング(WTB)、フルバック(FB)。
- 身長 186cm、体重 96kg
- 兄のカヤンゲは元ラグビー選手[2]。
- ケニア代表キャップは6（2020年8月現在）。

## 略歴
2016年、リオ五輪の7人制ケニア代表に選ばれた。
そして2021年、東京五輪の7人制ケニア代表に選ばれた。
2023年、現役を引退した。

## 受賞歴
- ケニアンスポーツパーソンオブザイヤー:2009年[6]